# Adota gnypetoides
Adota gnypetoides är en skalbaggsart som först beskrevs av Thomas Casey 1910.  Adota gnypetoides ingår i släktet Adota och familjen kortvingar. Inga underarter finns listade i Catalogue of Life.